# نينا تشايلدريس
نينا تشايلدريس (بالإنجليزية: Nina Childress؛ بالفرنسية: Nina Childress) هي فنانة أمريكية وفرنسية، ولدت في 1961 في باسادينا في الولايات المتحدة.